# Timarc d'Atenes
Timarc d'Atenes (Timarchus, Τίμαρχος) va ser un orador i estadista atenès, fill d'Arizel i aliat de Demòstenes. Va viure al segle IV aC.
Fou un actiu orador i va participar força en els afers públics sent l'autor d'un bon nombre de decrets; un d'aquestos decrets prohibia l'exportació d'armes i subministraments marítims a Filip II de Macedònia, sota pena de mort.
En 345 aC, Demòstenes i Timarc van acusar Èsquines d'haver estat corromput per Filip. Ésquines contraargumentà sota la llei de Soló, en el seu brillant discurs Contra Timarc, que Timarc no tenia dret a ser escoltat a causa de les pràctiques sexuals que va mantenir en la seva joventut (Timarc havia estat eròmen de molts homes adults a la ciutat portuària del Pireu). L'argument d'Esquines va aconseguir imposar-se, i Timarc va perdre els seus drets cívics (atimia).
Demòstenes va afirmar que aquesta condemna va destruir la carrera política de Timarc. Aquest comentari és interpretat pel Pseudo Plutarc en l'obra Vides dels Deu Oradors com a indicació que Timarc s'hauria suïcidat, però aquesta interpretació és discutida per alguns historiadors